# 达尼埃尔·苏拉热
达尼埃尔·苏拉热（法語：Daniel Soulage，1942年2月14日—2020年9月14日），法国政治人物，前参议院议员。

## 生平
1942年生于洛特-加龍省蒙夫朗屈安。从事农业工作。1978年担任蒙夫朗屈安副市长。1983年当选市长。1985年当选省议会议会。1993年当选法国国民议会议员。2001年当选参议院议员。他是中间派联盟成员。2020年9月14日逝世。